# Le Masnau-Massuguiès
Le Masnau-Massuguiès est une commune française située dans le département du Tarn, en région Occitanie. Sur le plan historique et culturel, la commune est dans le Ségala, un territoire s'étendant sur les départements du Tarn et de l'Aveyron, constitué de longs plateaux schisteux, morcelés d'étroites vallées.
Exposée à un climat océanique altéré, elle est drainée par le Dadou, l'Ambias, l'Ambiasselle, le ruisseau de Séveriès et par divers autres petits cours d'eau. Incluse dans le parc naturel régional du Haut-Languedoc.
Le Masnau-Massuguiès est une commune rurale qui compte 253 habitants en 2022, après avoir connu un pic de population de 1 518 habitants en 1846. .

## Géographie

### Localisation
La commune est située dans l'est du département du Tarn. Elle est limitrophe de l'Aveyron.
Commune du Massif central située dans les monts de Lacaune, à 20 minutes de Lacaune, 45 à 50 minutes d'Albi et 2 heures de Toulouse.

### Communes limitrophes
Les communes limitrophes sont  Lacaze, Massals, Montfranc, Paulinet, Pousthomy, Rayssac, Saint-Salvi-de-Carcavès et Viane.
|                     | Massals              | Montfranc (Aveyron), Pousthomy (Aveyron) |
| Paulinet            | du Masnau-Massuguiès | Saint-Salvi-de-Carcavès                  |
| Rayssac (sur 200 m) | Lacaze               | Viane                                    |

### Hameaux et lieux-dits
Le Masnau est un petit village au sud du Dadou, Massuguiès un territoire d'habitat dispersé au nord de la rivière.

### Géologie et relief
La commune compte 1 347 ha de bois[réf. nécessaire]. Son centre est à 650 m d'altitude.

### Hydrographie
La commune est dans le bassin de la Garonne, au sein du bassin hydrographique Adour-Garonne. Elle est drainée par le Dadou, l'Ambias, l'Ambiasselle, le ruisseau de Séveriès, le Rieutord, le ruisseau de Boudène, le ruisseau de la Broussounié et par divers petits cours d'eau, qui constituent un réseau hydrographique de 57 km de longueur totale,.
Le Dadou, d'une longueur totale de 115,8 km, prend sa source dans la commune de Saint-Salvi-de-Carcavès et s'écoule d'est en ouest. Il traverse la commune et se jette dans l'Agout à Ambres, après avoir traversé 23 communes.
L'Ambias, d'une longueur totale de 11,7 km, prend sa source dans la commune de Massals et s'écoule du nord-est au sud-ouest. Il traverse la commune et se jette dans le Dadou à Paulinet, après avoir traversé 3 communes.
L'Ambiasselle, d'une longueur totale de 13,4 km, prend sa source dans la commune de Montfranc et s'écoule du nord-est au sud-ouest. Il traverse la commune et se jette dans l'Ambias à Paulinet, après avoir traversé 3 communes.

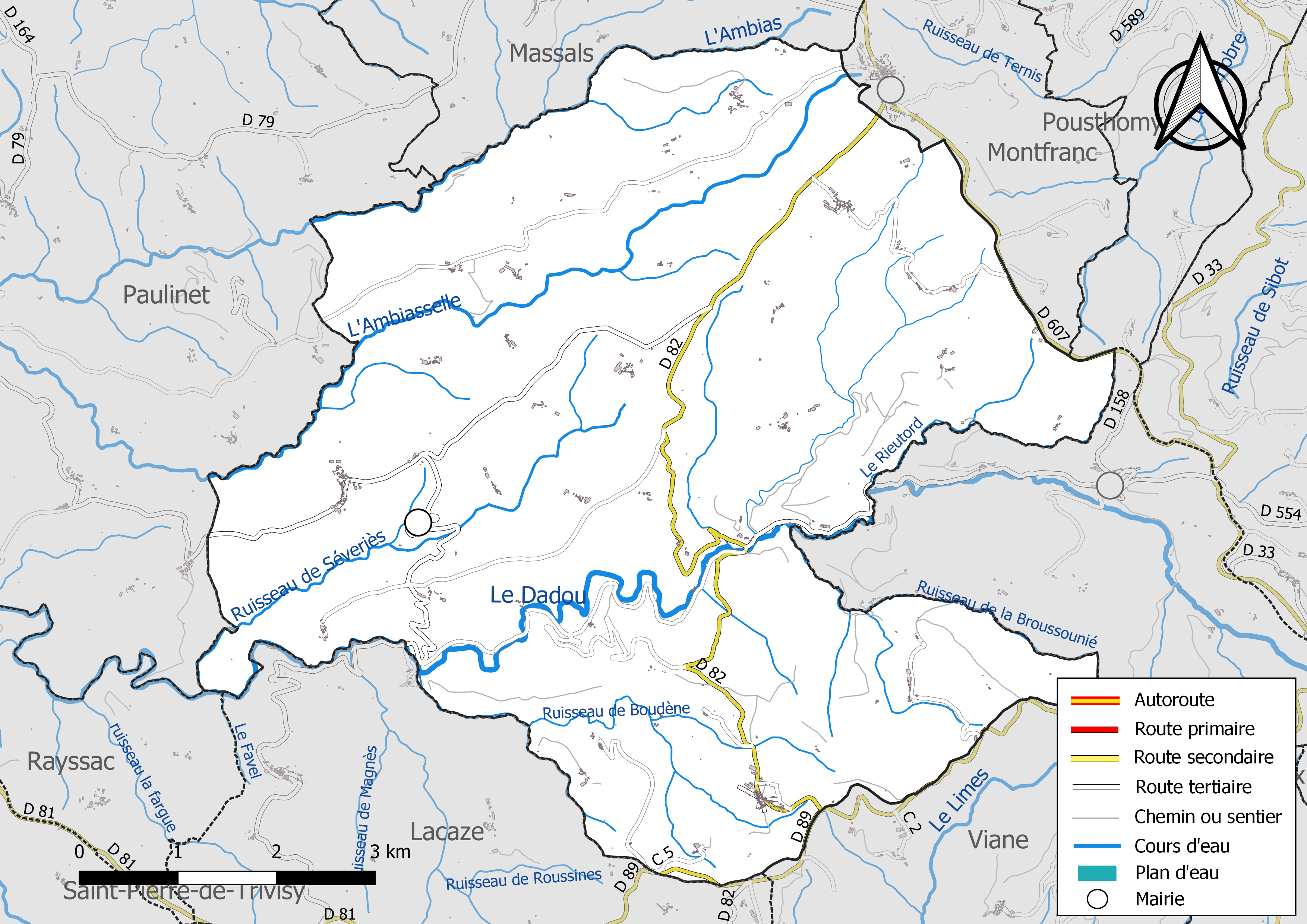
Réseaux hydrographique et routier duMasnau-Massuguiès.

### Climat
Pour des articles plus généraux, voir Climat de l'Occitanie et Climat du Tarn.
En 2010, le climat de la commune est de type climat océanique altéré, selon une étude du Centre national de la recherche scientifique s'appuyant sur une série de données couvrant la période 1971-2000. En 2020, Météo-France publie une typologie des climats de la France métropolitaine dans laquelle la commune est dans une zone de transition entre le climat océanique altéré et le climat de montagne ou de marges de montagne et est dans la région climatique Sud-est du Massif Central, caractérisée par une pluviométrie annuelle de 1 000 à 1 500 mm, minimale en été, maximale en automne.
Pour la période 1971-2000, la température annuelle moyenne est de 10,5 °C, avec une amplitude thermique annuelle de 15,5 °C. Le cumul annuel moyen de précipitations est de 1 264 mm, avec 12 jours de précipitations en janvier et 6,3 jours en juillet. Pour la période 1991-2020, la température moyenne annuelle observée sur la station météorologique de Météo-France la plus proche, « Bastide Solages », sur la commune de La Bastide-Solages à 16 km à vol d'oiseau, est de 13,5 °C et le cumul annuel moyen de précipitations est de 950,8 mm. 
La température maximale relevée sur cette station est de 40 °C, atteinte le 29 juin 2019 ; la température minimale est de −13 °C, atteinte le 12 janvier 1987,,.
Les paramètres climatiques de la commune ont été estimés pour le milieu du siècle (2041-2070) selon différents scénarios d'émission de gaz à effet de serre à partir des nouvelles projections climatiques de référence DRIAS-2020. Ils sont consultables sur un site dédié publié par Météo-France en novembre 2022.

### Milieux naturels et biodiversité

#### Espaces protégés
La protection réglementaire est le mode d’intervention le plus fort pour préserver des espaces naturels remarquables et leur biodiversité associée,.
La commune fait partie du parc naturel régional du Haut-Languedoc, créé en 1973 et d'une superficie de 307 184 ha, qui s'étend sur 118 communes et deux départements. Implanté de part et d’autre de la ligne de partage des eaux entre Océan Atlantique et mer Méditerranée, ce territoire est un véritable balcon dominant les plaines viticoles du Languedoc et les étendues céréalières du Lauragais,

## Urbanisme

### Typologie
Au 1er janvier 2024, Le Masnau-Massuguiès est catégorisée commune rurale à habitat très dispersé, selon la nouvelle grille communale de densité à sept niveaux définie par l'Insee en 2022.
Elle est située hors unité urbaine et hors attraction des villes,.

### Occupation des sols
L'occupation des sols de la commune, telle qu'elle ressort de la base de données européenne d’occupation biophysique des sols Corine Land Cover (CLC), est marquée par l'importance des territoires agricoles (64,6 % en 2018), une proportion sensiblement équivalente à celle de 1990 (65 %). La répartition détaillée en 2018 est la suivante : 
zones agricoles hétérogènes (39,2 %), forêts (35,4 %), prairies (25,4 %). L'évolution de l’occupation des sols de la commune et de ses infrastructures peut être observée sur les différentes représentations cartographiques du territoire : la carte de Cassini (XVIIIe siècle), la carte d'état-major (1820-1866) et les cartes ou photos aériennes de l'IGN pour la période actuelle (1950 à aujourd'hui).

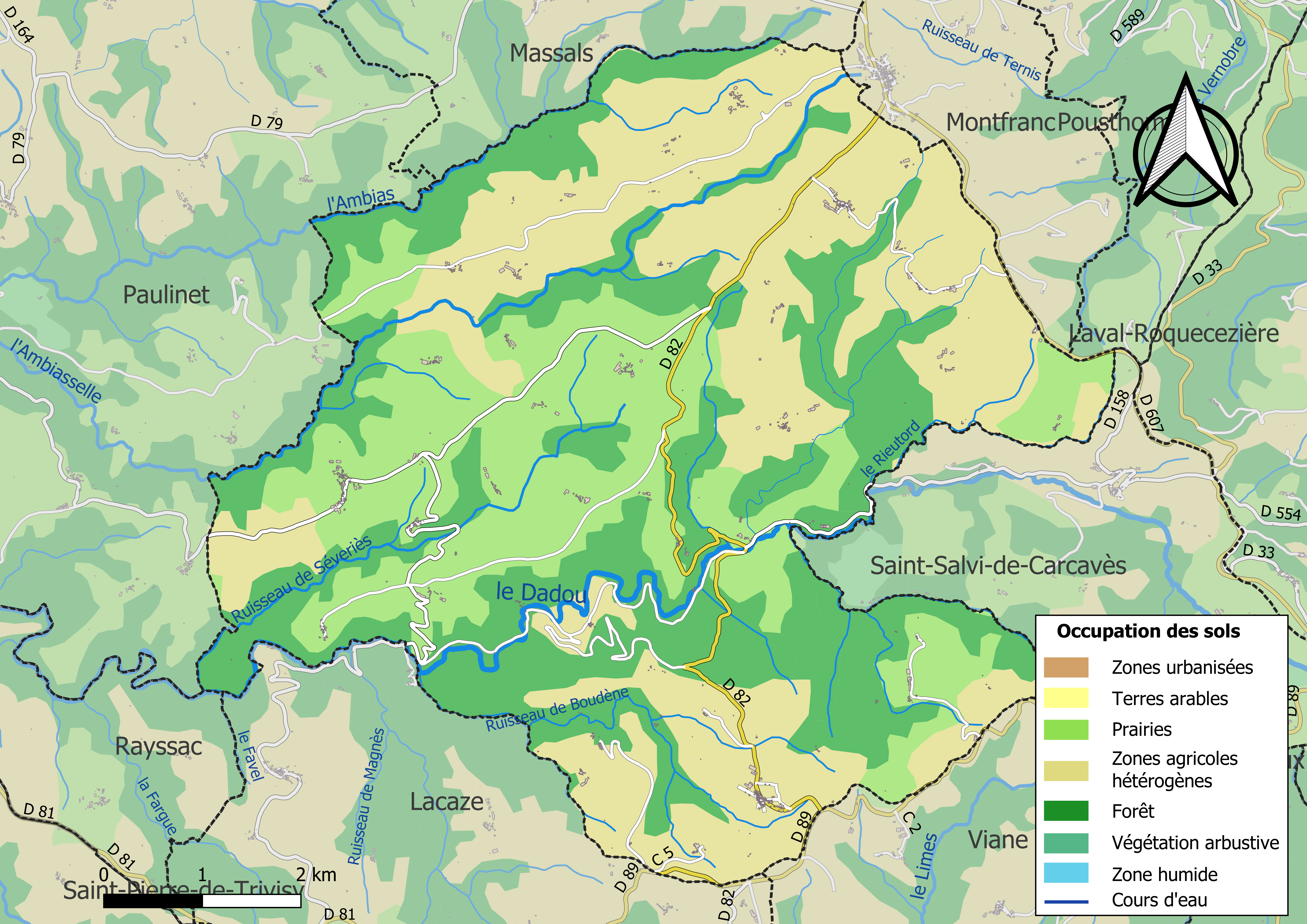
Carte des infrastructures et de l'occupation des sols de la commune en 2018 (CLC).

### Risques majeurs
Le territoire de la commune du Masnau-Massuguiès est vulnérable à différents aléas naturels : météorologiques (tempête, orage, neige, grand froid, canicule ou sécheresse), inondations, mouvements de terrains et séisme (sismicité très faible). Il est également exposé à un risque technologique,  le transport de matières dangereuses, et à un risque particulier : le risque de radon. Un site publié par le BRGM permet d'évaluer simplement et rapidement les risques d'un bien localisé soit par son adresse soit par le numéro de sa parcelle.

#### Risques naturels
Certaines parties du territoire communal sont susceptibles d’être affectées par le risque d’inondation par débordement de cours d'eau, notamment le Dadou, l'Ambias et l'Ambiasselle. La cartographie des zones inondables en ex-Midi-Pyrénées réalisée dans le cadre du XIe Contrat de plan État-région, visant à informer les citoyens et les décideurs sur le risque d’inondation, est accessible sur le site de la DREAL Occitanie. La commune a été reconnue en état de catastrophe naturelle au titre des dommages causés par les inondations et coulées de boue survenues en 1982, 2003 et 2021,.
Le Masnau-Massuguiès est exposée au risque de feu de forêt. En 2022, il n'existe pas de Plan de Prévention des Risques incendie de forêt (PPRif). Le débroussaillement aux abords des maisons constitue l’une des meilleures protections pour les particuliers contre le feu,.

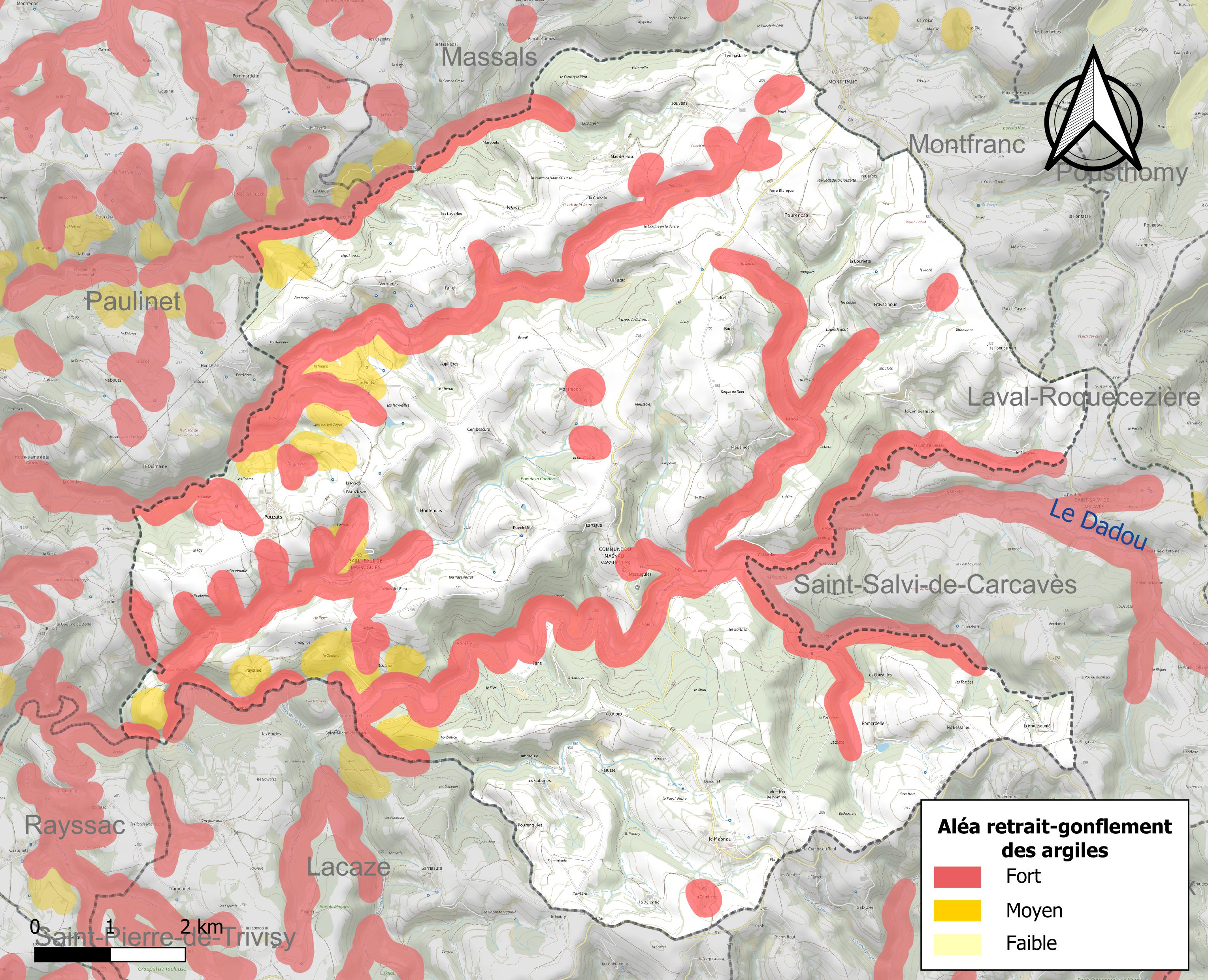
Carte des zones d'aléa retrait-gonflement des sols argileux du Masnau-Massuguiès.

La commune est vulnérable au risque de mouvements de terrains constitué principalement du retrait-gonflement des sols argileux. Cet aléa est susceptible d'engendrer des dommages importants aux bâtiments en cas d’alternance de périodes de sécheresse et de pluie. 24,4 % de la superficie communale est en aléa moyen ou fort (76,3 % au niveau départemental et 48,5 % au niveau national). Sur les 237 bâtiments dénombrés sur la commune en 2019, 45 sont en aléa moyen ou fort, soit 19 %, à comparer aux 90 % au niveau départemental et 54 % au niveau national. Une cartographie de l'exposition du territoire national au retrait gonflement des sols argileux est disponible sur le site du BRGM,.
Par ailleurs, afin de mieux appréhender le risque d’affaissement de terrain, l'inventaire national des cavités souterraines permet de localiser celles situées sur la commune.

#### Risques technologiques
Le risque de transport de matières dangereuses sur la commune est lié à sa traversée par des infrastructures routières ou ferroviaires importantes ou la présence d'une canalisation de transport d'hydrocarbures. Un accident se produisant sur de telles infrastructures est susceptible d’avoir des effets graves sur les biens, les personnes ou l'environnement, selon la nature du matériau transporté. Des dispositions d’urbanisme peuvent être préconisées en conséquence.

#### Risque particulier
Dans plusieurs parties du territoire national, le radon, accumulé dans certains logements ou autres locaux, peut constituer une source significative d’exposition de la population aux rayonnements ionisants. Certaines communes du département sont concernées par le risque radon à un niveau plus ou moins élevé. Selon la classification de 2018, la commune du Masnau-Massuguiès est classée en zone 2, à savoir zone à potentiel radon faible mais sur lesquelles des facteurs géologiques particuliers peuvent faciliter le transfert du radon vers les bâtiments.

## Toponymie
Le Masnau = Mas nau, "mas neuf" ;
Massuguiès, de l'occitan massuga, variété de ciste ou bien massette, autre plante.

## Histoire
Elle fut d'abord Massuguiès, puis Le Masnau de 1873 à 1920, enfin Le Masnau-Massuguiès.

### Héraldique
| Le Masnau-Massuguiès | Son blasonnement est : D'azur aux deux pals d'or. |

## Politique et administration
| Période                                  | Période | Identité     | Étiquette | Qualité |
| ---------------------------------------- | ------- | ------------ | --------- | ------- |
| mars 2008                                |         | Lilyan Azaïs |           |         |
| mars 2001                                | 2008    | Lilyan Azaïs |           |         |
| Les données manquantes sont à compléter. |         |              |           |         |

## Démographie
| 1793  | 1800 | 1806  | 1821  | 1831  | 1836  | 1841  | 1846  | 1851  |
| ----- | ---- | ----- | ----- | ----- | ----- | ----- | ----- | ----- |
| 1 116 | 987  | 1 155 | 1 360 | 1 455 | 1 468 | 1 502 | 1 518 | 1 456 |

| 1856  | 1861  | 1866  | 1872  | 1876  | 1881  | 1886  | 1891  | 1896  |
| ----- | ----- | ----- | ----- | ----- | ----- | ----- | ----- | ----- |
| 1 375 | 1 403 | 1 346 | 1 230 | 1 310 | 1 298 | 1 274 | 1 219 | 1 258 |

| 1901  | 1906  | 1911  | 1921 | 1926 | 1931 | 1936 | 1946 | 1954 |
| ----- | ----- | ----- | ---- | ---- | ---- | ---- | ---- | ---- |
| 1 184 | 1 143 | 1 119 | 922  | 860  | 839  | 870  | 822  | 702  |

| 1962 | 1968 | 1975 | 1982 | 1990 | 1999 | 2004 | 2006 | 2009 |
| ---- | ---- | ---- | ---- | ---- | ---- | ---- | ---- | ---- |
| 669  | 562  | 527  | 463  | 361  | 310  | 319  | 319  | 306  |

| 2014 | 2019 | 2022 | - | - | - | - | - | - |
| ---- | ---- | ---- | - | - | - | - | - | - |
| 276  | 265  | 253  | - | - | - | - | - | - |

La commune a compté plus de 1 500 habitants dans les années 1840, encore 1 100 en 1911, puis elle s'est dépeuplée jusqu'en 1999.

## Économie

### Revenus
En 2018, la commune compte 126 ménages fiscaux, regroupant 263 personnes. La médiane du revenu disponible par unité de consommation est de 17 670 € (20 400 € dans le département).

### Emploi
|                | 2008  | 2013  | 2018  |
| -------------- | ----- | ----- | ----- |
| Commune        | 5,9 % | 4,3 % | 3,6 % |
| Département    | 8,2 % | 9,9 % | 10 %  |
| France entière | 8,3 % | 10 %  | 10 %  |

En 2018, la population âgée de 15 à 64 ans s'élève à 141 personnes, parmi lesquelles on compte 67,9 % d'actifs (64,3 % ayant un emploi et 3,6 % de chômeurs) et 32,1 % d'inactifs,. Depuis 2008, le taux de chômage communal (au sens du recensement) des 15-64 ans est inférieur à celui de la France et du département.
La commune est hors attraction des villes,. Elle compte 96 emplois en 2018, contre 100 en 2013 et 93 en 2008. Le nombre d'actifs ayant un emploi résidant dans la commune est de 95, soit un indicateur de concentration d'emploi de 101,5 % et un taux d'activité parmi les 15 ans ou plus de 42,1 %.
Sur ces 95 actifs de 15 ans ou plus ayant un emploi, 68 travaillent dans la commune, soit 71 % des habitants. Pour se rendre au travail, 44,7 % des habitants utilisent un véhicule personnel ou de fonction à quatre roues, 2,1 % les transports en commun, 41,5 % s'y rendent en deux-roues, à vélo ou à pied et 11,7 % n'ont pas besoin de transport (travail au domicile).

### Activités hors agriculture
15 établissements sont implantés  au Masnau-Massuguiès au 31 décembre 2019.
Le secteur de l'industrie manufacturière, des industries extractives et autres est prépondérant sur la commune puisqu'il représente 40 % du nombre total d'établissements de la commune (6 sur les 15 entreprises implantées  au Le Masnau-Massuguiès), contre 13 % au niveau départemental.

### Agriculture
La commune est dans les Monts de Lacaune, une petite région agricole située dans le sud-est du département du Tarn. Entre bocages et forêt, cette zone est dédiée à l’élevage de ruminants de races à viande ou laitières. Sur les plus hauts plateaux, de nombreux élevages de brebis laitières produisent le lait destiné à la fabrication du roquefort. En 2020, l'orientation technico-économique de l'agriculture  sur la commune est l'élevage d'ovins ou de caprins. 
|               | 1988  | 2000  | 2010  | 2020  |
| ------------- | ----- | ----- | ----- | ----- |
| Exploitations | 70    | 55    | 45    | 40    |
| SAU (ha)      | 2 802 | 3 029 | 3 304 | 3 355 |

Le nombre d'exploitations agricoles en activité et ayant leur siège dans la commune est passé de 70 lors du recensement agricole de 1988  à 55 en 2000 puis à 45 en 2010 et enfin à 40 en 2020, soit une baisse de 43 % en 32 ans. Le même mouvement est observé à l'échelle du département qui a perdu pendant cette période 58 % de ses exploitations,. La surface agricole utilisée sur la commune a quant à elle augmenté, passant de 2 802 ha en 1988 à 3 355 ha en 2020. Parallèlement la surface agricole utilisée moyenne par exploitation a augmenté, passant de 40 à 84 ha.

## Culture locale et patrimoine

### Lieux et monuments
- Menhir du Duganaoud dit aussi Pèira d'Iganaud ou Man Leva, en occitan. Ce mégalithe de 2,40 m de haut se trouve au lieu-dit : Pouzats.

Le nom de Man Leva (La Main Levée) lui viendrait de la coutume locale de lever la main en signe de déférence -respect ou crainte- quand on passe devant lui. Le nom d'Iganaoud est la forme occitane du nom Huguenot, autre nom pour Protestant.
- Château de Massuguiès du XIVe siècle (ouvert en juillet - août, ainsi qu'à l'occasion des journées du Patrimoine).
- Église Notre-Dame de Pourencas.
- Église Notre-Dame du Masnau.
- Église Saint-Paul de Saint-Paul-de-Massuguiès.

### Personnalités liées à la commune
- Pierre Moutou (1799-1876), homme politique né à Massuguiès, député du Tarn de 1848 à 1849.

## Vie pratique

### Culture et festivités
- Debut juin : fête de village du hameau de Saint Paul de Massuguiès, bals sous chapiteau, concours de belote, repas le samedi soir.
- Début juillet : fête de village du hameau du Masnau, animation avec groupe musical, concours de belote, concours de pétanque, repas sous chapiteau et course pédestre pleine nature.

## Pour approfondir